# Nephodia eccentrica
Nephodia eccentrica är en fjärilsart som beskrevs av Paul Dognin 1909. Nephodia eccentrica ingår i släktet Nephodia och familjen mätare. Inga underarter finns listade i Catalogue of Life.